# Военно-морские силы в Атлантическом океане
В составе Канадских вооружённых сил ВМС в Атланти́ческом океа́не (англ. Maritime Forces Atlantic, MARLANT, фр. Forces maritimes de l'Atlantique) отвечают за военно-морской флот Морского командования и операции в Атлантическом и Северном Ледовитом океанах.

## Учреждения ВМС на Атлантике
Штаб ВМС на Атлантике находится на БКВС Галифакс в Галифаксе (Новая Шотландия).
К другим учреждениям относятся:
- АСКВС Бедфорд
- БКВС Сент-Джонс
- Водолазное подразделение Атлантического флота
- РСВМФ Ньюпорт-Корнер
- РСВМФ Милл-Коув
- Шируотерский аэродром для вертолётов
- Канадская верфь Её Величества
  - ККЕВ Тринити
  - Стадакона